# Vítězslav Nezval
Vítězslav Nezval (cehă: [ˈviːcɛslaf ˈnɛzval]; n. 26 mai 1900, Biskoupky⁠(d), Moravia de Sud⁠(d), Cehia – d. 6 aprilie 1958, Praga, Cehoslovacia) a fost unul dintre cei mai prolifici scriitori avangardiști cehi din prima jumătate a secolului al XX-lea și un co-fondator al Mișcării suprarealiste din Cehoslovacia.

## Biografie
Tatăl său a fost profesor la școala din satul Biskoupky din Moravia de Sud, a călătorit de multe ori pentru a vedea expoziții de artă și a fost, de asemenea, un muzician care a studiat cu compozitorul Leoš Janáček. La vârsta de unsprezece ani, Nezval a fost trimis la gimnaziul din Třebíč, unde a învățat să cânte la pian și să compună muzică. El a început să scrie în perioada adolescenței, în timp ce era încă interesat de muzică. S-a spus că ar fi cântat la acordeon în timp ce privea stelele. În 1918 a fost mobilizat în Armata Austriacă, dar a trimis repede acasă atunci când s-a îmbolnăvit. După Primul Război Mondial, Nezval s-a mutat la Praga și a început să studieze filosofia la Universitatea Carolină, dar nu a obținut diploma pentru că nu a reușit să-și finalizeze lucrarea de licență. În acest timp, el a fost fermecat de viața literară boemă din cafenelele și de pe străzile din Praga.

## Activitatea literară
Vítězslav Nezval a fost un membru al  grupului avangardist de artiști Devětsil (tradus literal „nouă forțe”, numele ceh al plantei butterbur, dar pentru un vorbitor de cehă era o referire evidentă la cei nouă membri fondatori ai grupului). Membrii grupului Devětsil au fost cei mai prolifici artiști cehi din generația lor. În 1922 grupul Devětsil îi includea printre alții pe Vítězslav Nezval, Jindřich Štyrský, Jaroslav Seifert, Karel Teige și Toyen (Marie Cerminová). De asemenea, a fost asociat cu acest grup fondatorul de mai târziu al Școlii de Lingvistică de la Praga, Roman Jakobson. Ca și grupul proletar de mai înainte, Devětsil și-a căutat inspirația în Franța pentru literatura lui avangardistă, iar ideologia politică marxistă era originară din Rusia. Deși statul cehoslovac era format abia după Primul Război Mondial, tânăra generație a simțit că există încă loc pentru îmbunătățiri și că era necesară o soluție radicală pentru a obține adevărata eliberare. Majoritatea acestor intelectuali au avut dorința de a realiza o revoluție și și-au mărturisit credința față de Lenin. Deși filozoful-președinte Thomas Masaryk a pus bazele unei democrații cu implicații sociale reale, Nezval și ceilalți din grupul său nu au acceptat ideea că acest regim ar reprezenta convingerile și obiectivele lor. În scrierile lor, ei și-au exprimat preferința pentru conștiința internaționalist-marxistă a solidarității de clasă.
Primul manifest al grupului Devětsil i-a îndemnat pe tinerii artiști progresiști să se uite mai adânc în obiectele obișnuite pentru a găsi seva poetică de calitate. Zgârie-nori, avioane și mimi au fost elemente noi reflectate în creațiile avangardiste.
Nezval a fost, de asemenea, o  personalitate fondatoare a poetismului, o direcție în cadrul grupului Devětsil teoretizată în primul rând de Karel Teige. El a scris mai multe volume de poezie, piese de teatru și romane experimentale, memorii, eseuri și traduceri. Împreună cu Karel Teige, Jindřich Štyrský și Toyen, Nezval a călătorit frecvent la Paris, unde i-a cunoscut pe suprarealiștii francezi. Prietenia sa strânsă cu André Breton și Paul Éluard a jucat un rol esențial în fondarea Grupului Suprarealist din Cehoslovacia în anul 1934. A fost unul dintre primele grupuri suprarealiste din afara Franței, iar Nezval a servit ca editor al revistei Surrealismus.
Colaboratoare cu Nezval la cartea lui Abeceda („Alfabetul”), dansatoarea Milča Mayerová din grupul Devětsil a adoptat anumite ipostaze pentru a reprezenta fiecare dintre litere. Nezval a scris acest poem concentrându-se pe forme, sunete și funcții ale alfabetului. Teige a folosit tipografia și fotomontajul pentru a crea imagini ale mișcărilor care sunt acum tipărite în mai multe ediții ale cărții.
Poemul lui Nezval Sbohem o šáteček (Fluturând batista; 1934) a fost pus pe muzică de compozitoarea cehă Vítězslava Kaprálová în 1937, iar versiunea orchestrală a avut premiera în 1940, dirijată de către Rafael Kubelik.